# Nicolas Saboly
Nicolas Saboly (Monteux, 30 gennaio 1614 – Avignone, 25 luglio 1675) è stato un poeta e musicista francese in lingua provenzale (occitano). Saboly è noto soprattutto per i suoi "Noël", canti natalizi in provenzale ispirati alla tradizione popolare e che ancor oggi vengono eseguiti.

## Biografia
Micolau Sabòli (in provenzale l'accento tonico va sulla "o" ), nacque da una famiglia di pastori che si era stabilita a Monteux già dai tempi di suo nonno Raymond, e visse nel Contado Venassino (Carpentras). Figlio cadetto di Joan Sabòli e di Felisa Meilheuret, aveva un fratello maggiore, Jean-Pierre, e tre sorelle minori: Anna, Felicia e Clara.

Alla morte del padre, nel 1619, Nicolas entrò nel collegio dei Gesuiti di Carpentras per compiere i suoi primi studi e nel 1623 divenne membro della Congregazione dell'Annunciazione della S. Vergine. Ma nell'estate del 1628 lasciò il Collegio e si trasferì ad Avignone, sede di un'Università, dove iniziò a seguire i corsi di Teologia e di Diritto, come testimoniano due atti notarili del 1632 e del 1633, che egli controfirmò come testimone qualificandosi come "studente in Teologia".

Nel 1633 ebbe il primo beneficio ecclesiastico: fu nominato cappellano di S. Maria Maddalena nella chiesa di S. Siffrein, cattedrale di Carpentras.  L'anno seguente, senza aver terminato gli studi di diritto civile e di diritto canonico, lasciò l'Università di Avignone e tornò nella città natale. Nonostante ciò nel settembre del 1635 venne ordinato sotto-diacono, diacono e infine sacerdote.

Nel 1639 ottenne l'incarico di organista e Maestro di cappella della cattedrale di Carpentras. La sua fama di musicista consolidato si diffuse rapidamente ed egli fu chiamato a suonare spesso, come nel priorato di Caromb, dove diede lustro alla ricorrenza della festa di S. Maurice.

Ma dal giugno del 1643 il suo nome sparisce dall'organico della cattedrale di Carpentras. Saboly, infatti, era tornato ad Avignone, presso la chiesa di Saint-Pierre. Fu quindi Maestro di cappella del Capitolo di S. Trophim ad Arles e a Nîmes tra il 1643 e il 1646, e finalmente, nel 1658, della stessa, prestigiosa collegiata di Saint-Pierre in Avignone. Nel medesimo anno divenne Baccelliere in utroque.

Nel 1658 ricevette benefici e incarichi dalle diocesi di Nîmes e di Uzès e, infine, nel 1660, ottenne una pensione, erogatagli dall'amministrazione Pontificia, a carico del priorato di Saint-Benoît-de Cayran, nella diocesi di Uzès.
Nel 1671, a Marsiglia, fece testamento.

Quattro anni più tardi, all'età di 61 anni, Nicolas Saboly morì ad Avignone. Fu sepolto nel Coro della chiesa di Saint-Pierre, che tanto aveva esaltato con il suo talento di organista e di compositore.

Una vita e una carriera tutto sommato banale, se Saboly non avesse raggiunto un'immensa notorietà, sia come poeta che come musicista, componendo anche Messe, mottetti e canti di Natale. Una lapide marmorea, nella chiesa di Saint-Pierre, lo commemora come un personaggio fondamentale per la conservazione delle tradizioni popolari provenzali (occitane).

## Opere

### Manoscritti
- Recueil Bastide. Raccolta manoscritta di circa 220 noëls con annotazioni musicali, in provenzale e in francese, compilata e scritta da Joseph Bastide, chirurgo di Avignone, all'inizio del XVIII secolo. Vi si trova la quasi totalità delle composizioni di Saboly, con l'eccezione dei numeri 6, 11, 34, 49, 62, 64, 67. In-4°, 500 p.
- Due messe polifoniche nel manoscritto Carpentras BM : Ms. 1267, probabilmente composte durante la sua permanenza a Saint-Siffrein ;
- Due mottetti [fonte imprecisata].

### Opere stampate
- Le prime edizioni dei Noëls di Saboly consistono in sette fascicoli rilegati assieme e datati fra il 1669 e il 1674, conservati a Parigi Ars. : B.L. 9478. I titoli dei fascicoli sono :
  - Lei Noé de San Pierre, Avignone : Pierre Offray, 1669. 12°.
  - Lei Noé de San Pierre. 1669, Avignone : 1669. 12°.
  - Histori de la naissenso dou fis de Diou, composado en Noé, per N. Saboly..., Avignone : 1670. 12°
  - Noés nouveous de l'an M.DC.LXXI. Composas per Nicolas Saboly..., Avignone : Michel Chastel, 1671. 12°.
  - Noés nouveous de l'an M.DC.LXXII. Composas per..., Avignone : 1672. 12°, 16 p.
  - Noés nouveous de l'an M. DC.LXXIII..., Avignone : 1673. 12°, 16 p.
  - Noés nouveous de l'an M. DC.LXXIV..., Avignone : 1674. 12°, 16 p.
- Recueil des noëls provenceaux composez par le sieur Nicolas Saboly, Avignone : Michel Chastel, 1699. 12°, 100 p. Paris BNF : YE-12578.
- Recueil des noëls provenceaux composez par le sieur Nicolas Saboly, Avignone : F. Mallard et F. Domergue, 1724. 12°, 100 p. Paris BNF.
- Recueil des noëls provenceaux composez par le sieur Nicolas Saboly..., Avignone : J. Molière, 1737. 3e éd. 12°, 99 p. Paris BNF.
- Recueil des noëls provenceaux composé par le sr Nicolas Saboly,... Nouvelle édition, augmentée du Noël fait à la mémoire de M. Saboly, et de celui des Rois, fait par J.-F. D*** [Joseph-François Domergue], Avignone : Stampa di F.-J. Domergue, 1763. 12°, 112 p.
- Idem. Avignone : T. F. Domergue le jeune, 1772. 12°, 114 p.
- Idem. Avignone : J. T. Domergue, 1774. 12°, 120 p.
- Recueil de Noëls provençaux composés par le sieur Nicolas Saboly, Avignone : Jean Chaillot, 1791. 12°.
- Recueil de noëls provençaux, composés par le sieur Nicolas Saboly... Nouvelle édition, augmentée du noël fait à la mémoire de M. Saboly, & de celui des Rois, fait par J. F. Domergue, doyen d'Aramon, Carpentras : Gaudibert-Penne, 1803. 12°, 120 p.
- Idem. Avignone : Jean Chaillot, 1804. 12°, 132 p.
- Idem. Avignone : Jean Chaillot, 1807. 12°, 132 p.
- Idem. Avignone : Chaillot Aîné, 1820. 12°, 132 p.
- Idem. Avignone : Chaillot aîné, 1824. 12°, 132 p.
- Idem. Avignone : Offray aîné, 1854. 12°, 132 p.
- Idem. Avignone : Peyri, [1857]. 12°, 132 p.
- Recueil des Noels composés en langue provençale... Nouvelle édition... publiée pour la première fois avec les airs notés... par Fr. Seguin. Avignone : Fr. Seguin aîné, 1856. Parte 2°, L-87 p., mus. Edizione ristampata nel 1897.

Nella seconda parte del XIX secolo, i Noëls di Saboly sono stati spesso pubblicati con quelli di Antoine Peyrol (XVIII secolo) e di Joseph Roumanille (1818-1891). Queste numerose edizioni riflettono l'influenza del movimento letterario dei "félibres". L'elenco seguente non è completo.
- Li nouvè de Saboly, Peyrol, Roumanille em'un peçu d'aquéli de l'abat Lambert em'uno mescladisso de nouvè vièi e nóu e de vers de J. Reboul. Edicioun revisto e adoubado pèr lou felibre de la Miougrano emé la bono ajudo dóu felibre de Bello-visto, Avignone : Aubanel, 1858. 18°, 228 p.
- Li Nouvè de Saboly e de Roumanille. Em'un bon noumbre de viei Nouvè que soun esta jamai empremi. Edicioun nouvello, revisto coume se dèu. Avignone : Joseph Roumanille, 1865. 8°, VIII-160 p..
- Nouvè de Micolau Saboly avec une préface de Frédéric Mistral, Avignone: Aubanel frères, 1865.
- Li nouvè de Saboly, de Peyrol e de J. Roumanille. Em'un bon noumbre de vièi Nouvè que se canton en Prouvènço. Edicioum nouvello, revisto coume se dèu, Avignone : Joseph Roumanille, 1879. 12°, viii-163 p.
- Li Nouvè de Micoulau Saboly e di Felibre... em'uno charradisso pèr Frederi Mistral, Avignone : Aubanel, 1869. 12°, 182 p.
- Li nouvè de Saboly, de Peyrol e de J. Roumanille..., Avignone : Joseph Roumanille, 1873. 12°, 129 p.
- Li nouvè de Saboly, de Peyrol e de J. Roumanille... Em'un bon noumbre de vièi Nouvè que se canton en Prouvènço, Avignone : Joseph Roumanille, 1879. 12°, VIII-163 p.
- Li nouvè de Saboly de Peyrol e de J. Roumanille... IVe editcioun, Avignone : Joseph Roumanille, 1887. 8°, 164 p.
- Vint-un Nouvè causi de Micolau Saboly (1614-1675), Edizione del Tricentenario presentata da Pierre Fabre e Robert Allan, Pubblicazione dell' "Institut Vauclusien d'Études Rhodaniennes". Vedène : Comptoir Général du Livre Occitan, 1975.

## Le composizioni e i Noëls
Saboly si dedicò intensamente alla poesia in lingua provenzale ed alla composizione di Messe, mottetti e brani religiosi vari, fra i quali spiccano i "Noëls" provenzali (canti popolari di Natale), di cui pubblicò otto raccolte (cahiers) fra il 1665 e il 1674, lasciandone molti inediti. I Noëls contribuirono non poco a mantenere viva un'antica tradizione che pare risalga ai Trovatori e certamente al periodo del papato avignonese.

Saboly è giustamente considerato il massimo autore di questo genere, peraltro sottovalutato come forma musicale e poetica. Fu apprezzato e lodato sia dai contemporanei che da critici e studiosi moderni, fra i quali il Premio Nobel Frédéric Mistral. 
I Noëls vengono tuttora eseguiti nelle funzioni religiose e nelle manifestazioni popolari natalizie.

### Elenco dei Noëls
Fra i Noëls attribuiti a Saboly, non tutti sono stati composti da lui. Originariamente furono pubblicati senza musica, dato che venivano cantati su arie popolari che tutti conoscevano a memoria: Saboly vi annotava semplicemente un timbro: « sull'aria dell'eco », « sull'aria della pastora » o, talvolta, « su un'aria scritta da Saboly ».
Il Centro di Documentazione provenzale, nel testo dedicato a Saboly, ha considerato solo una lista di 48 Noëls realmente composti da lui.

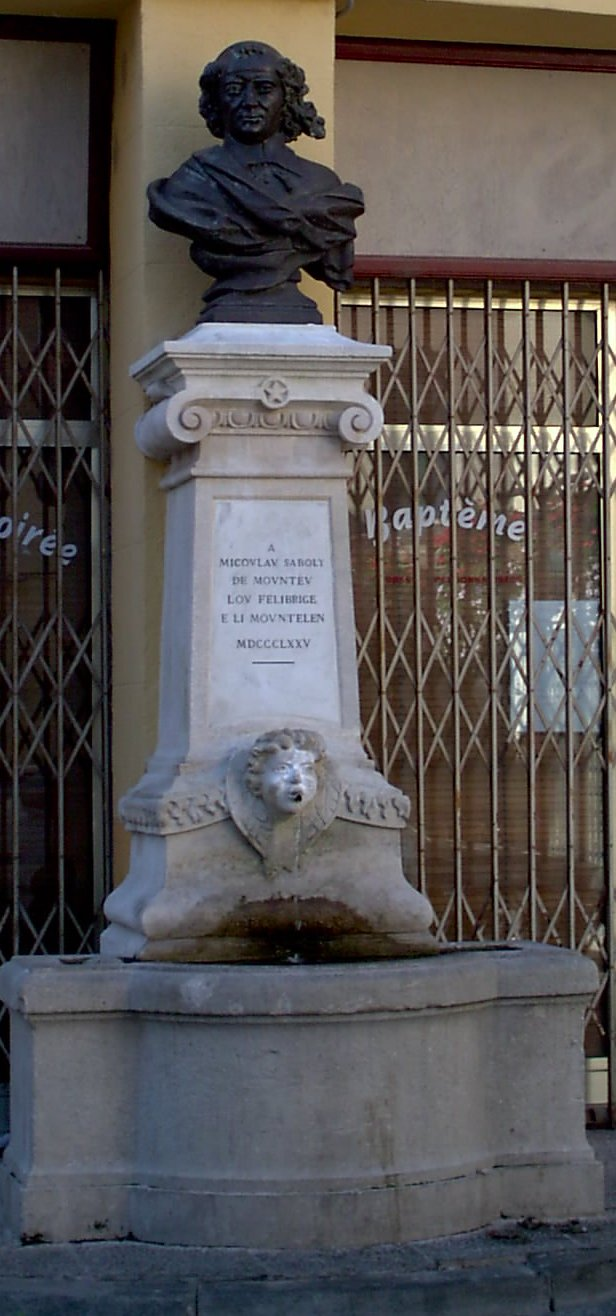
Monteux, fontana con il busto di Nicolas Saboly

Secondo l'edizione di François Seguin (1856) elencheremo:
Primo quaderno (1667)
1. Iéu ai vist lou Piemount [ARIA ORIGINALE, 1660]
2. Bon Diéu! la grand clarta [ARIA ORIGINALE]
3. Micoulau noste pastre [aria: Nicolas va voir Jeanne]
4. Ai! quouro tournara lou tèms [aria: Quand reviendra-t-il le temps]
5. Li a proun de gènt que van en roumavage [aria: Toulerontonton]
6. Un pau après lei tempouro [aria: L'autre jour, dans sa colère]
7. Ça menen rejouissènço [aria: Quand vous serez]
8. Viven urous e countènt [aria: Vivons heureux et contents]
9. Per noun langui long dou camin [aria: Allant au marché ce matin]
10. Ai! la bono fourtuno [aria: Montalay n'est pas fière]
11. Pièisque l'ourguei de l'umano naturo [ARIA ORIGINALE]
12. Venès lèu vèire la pièucello [aria: Qu'ils sont doux, bouteille jolie (aria di Lully per il Malato immaginario)]
Secondo quaderno (1668)
13. Ai proun couneigu [aria: Pargai puisqu'enfin]
14. Chut! teisas-vous [aria dell'Echo, nota anche col nome di Tarare-Pon-pon]
15. Ourguhious plen de magagno [aria: Tircis caressait Chimène]
16. Diéu vous gard', noste mèstre [aria: Ce n'est qu'un badinage]
17. Vers lou pourtau Sant-Laze [aria: Il faut pour Endremonde]
18. Helas! qu noun aurié pieta [ARIA ORIGINALE]
Terzo quaderno (1669)
19. Li a quaucarèn que m'a fa pòu [aria: On a beau faire des serments]
20. L'Ange qu'a pourta la nouvello [aria d'un minuetto]
21. Nàutre sian d'enfant de cor [aria del Traquenard]
22. Tòni, Guihèn, Peiroun [aria: Tout mon plus grand plaisir]
23. Un bèu matin, veguère uno accouchado [aria: Tu me défends de publier ma flamme]
24. Cerqués plus dins un marrit establo [aria de la Bohémienne]
Quarto quaderno, intitolato Storia della nascita di Gesù Cristo (1670)
25. Dòu tèms de l'empèri rouman [aria: Berger, va-t-en à tes moutons]
26. Hòu! de l'oustau! mèstre, mestresso [ARIA ORIGINALE]
27. Lou queitivié d'aquéu marrit estable [aria: peut-on douter?]
28. Sus lou coutau [aria: Dis-moi, Grisel]
29. Lei pastourèu [aria: Dans ce beau jour]
30. Soun tres ome fort sage [aria: Je ne m'aperçois guère]
31. Lei Mage dins Jerusalèn [aria: Non, je ne vous dirai pas]
32. La fe coumando de crèire [ARIA ORIGINALE]
Quinto quaderno (1671)
33. Lei plus sage - Dòu vesinage [aria: Est-on sage?]
34. Lei pastre fan fèsto [aria: Aimable jeunesse]
35. Sant Jòusè m'a dit [aria: Noste paure cat (Saboly?)]
36. Ben urouso la neissènço [aria: Toujours l'amour me tourmente)
37. Aque ange qu'es vengu [aria: Un jour le berger Tircis]
38. Despièi lou tèms [aria dell'Opera]
39. Se vàutrei sias countènt [aria: Vous dirai bèn soun noum]
Sesto quaderno (1672)
40. Me siéu plega - E bèn amaga [aria del Postillon]
41. Que disès, mei bon fraire [aria: Tout rit dans nos campagnes]
42. Jujas un pàu de quinto sorto [aria: C'est un plaisir dans le bel âge]
43. Uno estello [aria: La bouteille - Me réveille]
44. Quand la miejo-nue sounavo [aria: Iéu n'aviéu uno chambriero]
45. Un ange a fa la crido [ARIA ORIGINALE]
Settimo quaderno (1673)
46. Pastre dei mountagno [aria de la Pastouro]
47. Lorsque vous sarés malaut [aria: Si vous êtes amoureux]
48. Auprès d'aquel estable [aria: Tan matin sies levado]
49. Adam e sa coumpagno [air: Amants, quittez vos chaînes]
50. Jèsu, vous sias tout fioc e flamo [aria: Siéu pas ama]
51. Pastre, pastresso [aria: Vàutrei, fiheto, qu'avès de galant]
52. Venès vèire dins l'estable [aria: Dans le fond de ce bocage]
53. Tu que cerques tei delice [sic] [aria: Amarante est jeune et belle]
54. Vesès eici moun Nouvelisto [aria non precisata]
Ottavo quaderno (1674)
55. Proufitas-me lèu, bravo bregado [aria: Changerez-vous donc?]
56. Touro-louro-louro! lou gau canto [aria di Borgogna]
57. L'estrange deluge [aria: Malgré tant d'orages]
58. Vos-tu qu'anen en Betelèn [aria: Chambriero, te vos-tu louga?]
59. Qu vòu faire grand journado [aria: Qu'on passe en douceur sa vie]
60. Segnour, n'es pas resounable [aria: Jeunes coeurs, laissez-vous prendre]
61. Per vèire la jacènt [aria: Se Jano me vòu mau]
62. Sortez d'ici, race maudite [ARIA ORIGINALE]
Aggiunte dell'edizione del 1704
63. En sourtènt de l'estable [ARIA ORIGINALE]
64. Guihaume, Tòni, Pèire  [ARIA ORIGINALE]
65. A la ciéuta de Betelèn  [ARIA ORIGINALE]
66. Un ange dòu cèu es vengu [aria dei Boudougno]
67. Sus! campanié, revihas-vous [aria d'un carillon (Saboly)]; attribuita anche a Louis Puech
68. Noun vous amusés en cansoun [aria non precisata]
Noëls inediti (dalla raccolta Bastide)
1. Fau que l'envejo me passe - De rire de tout moun sadou
2. Vous tourmentès plus lou cervèu
3. Desespièi l'aubo dòu jour - Iéu ause dire
4. Iéu siéu Toumas, mai sariéu redicule
5. La naturo e lou pecat - Soun pire que chin a cat
6. Viras, viras de carriero - Bèu soulèu
Frammenti (stessa fonte)
7. Sian eici dous enfant de cor
8. Bourtoumiéu, me vos-tu crèire?
9. Enfin Diéu es vengu
10. Se li a quaucun doute
11. Bonjour, bonjour, bello bregado
12. Un maset plen d'aragnado
13. Quinto bugado - Avié fa noste paire Adam
Altri Noëls frequentemente attribuiti a Saboly (elenco incompleto)
- À la ciéuta de Betelèn
- Adam qu'ères urous
- Aquel ange qu'es vengu
- Bèn urouso la neissènço
- Bergié qu'abitas dins la plano
- De bon matin pèr la campagno
- De matin ai rescountra lou trin (Domergue)
- Frustèu, esfato ti roupiho
- Iéu, ai moun fifre
- La vèio de Nouvè (Peyrol)
- Revèio-te, Nanan (Bruel)
- Nàutrei sian tres bòumian (Puech)
- Qu'aquéu jour es urous
- Un ange a crida (Peyrol)

Noëls celebri
- Pastre dei mountagno
- La marche des Rois (attribuito a Saboly,  ma senza dubbio di Domergue)
- La cambo me fai mau
- La Coupo Santo (attribuito a Saboly)